# Can Llorell
Can Llorell és un monument del municipi de Santa Coloma de Farners (Selva) inclòs en l'Inventari del Patrimoni Arquitectònic de Catalunya.

## Descripció
És un edifici de dues plantes, amb vessants a laterals i cornisa catalana. La façana ha estat restaurada i s'ha deixat vista la pedra del parament. El portal és d'arc de mig punt adovellat. Està protegit per una porta de ferro forjat de barrots. Cal destacar que es conserva una finestra gòtica central d'arc conopial lobulat i impostes decorades. Pel que fa a la resta d'obertures, són rectangulars, simètriques a banda i banda de la façana i emmarcades amb pedra i també estan protegides per reixes de ferro forjat. A la part dreta de la casa, s'allarga un cos adossat, el qual també té portalada d'arc de mig punt, amb una porta de fusta, sense reixa i sense ser adovellada. Hi ha altres dependències al voltant. Tota la zona de l'era està enrajolada.
A l'interior conserva els forjats de bigues de fusta, però està totalment restaurada. En una de les sales, la de l'esquerra, s'ha repicat el parament deixant al descobert una gerra de ceràmica negra encastada al mur, que es va descobrir quan es feien les obres de restauració.

## Història
Les primeres notícies documentals daten del segle xiv però l'edifici actual és del segle xvi. Ha sofert dues restauracions importants al segle XX però es manté l'estructura original. En l'última, l'any 2000-2001, es va repicar la façana i es va eliminar l'arrebossat.